# Kotobuki Shiriagari
Kotobuki Shiriagari (しりあがり  寿, Shiriagari Kotobuki) est un auteur de bande dessinée japonaise né le 1er janvier 1958  à Shizuoka dans la préfecture de Shizuoka, au Japon.
Il est principalement publié dans la presse quotidienne japonaise[réf. souhaitée].
Shiriagari est l'un des premiers mangaka à avoir réagi dans son œuvre à la catastrophe nucléaire de Fukushima.

## Biographie
Son nom de naissance est Toshiki Mochizuki (望月 寿城). Après des études à l'Université des beaux-arts Tama, il mène sa carrière de mangaka en parallèle de son travail de bureau, ce qui influe sur le cadre des histoires qu'il réalise. Il a conçu des emballages de bière. Il aurait reçu des éloges de la part d'Osamu Tezuka pour ses dessins[source insuffisante].
En 2006, l'auteur est invité au festival d’Angoulême.
La même année, il commence à enseigner à l'Université du Design de Kobe (神戸芸術工科大学 Kōbe geijutsu kōka daigaku).

## Œuvre
En dehors de ses œuvres comiques, Shiriagari Kotobuki a réalisé Yajikita in Deep (弥次喜多 in DEEP) pour lequel il a reçu le Prix culturel Osamu Tezuka et des éloges, notamment pour avoir creusé le psychisme des personnages.

### Manga
- 1985 - Ereki na haru (エレキな春?)
- 1993–2002 - Hinshi no esseiisto (瀕死のエッセイスト?)
- 1997–2002 - Yajikita in Deep (弥次喜多 in DEEP?), (adapté en film en 2005 ?)
- 2000 - Jiji Oyaji 2000 (時事おやじ2000?)
- 2001 - Haikai rōjin Don Quichote (徘徊老人ドンキホーテ?)
- 1998–2001 Futago no oyaji (双子のオヤジ?)
- 2006 - Jacaranda (ジャカランダ?) (L'arbre de vie ?)
- Hinshi no Essayist
- Oshigoto (おしごと?)
- Sukiyaki Western Django (SUKIYAKI WESTERN ジャンゴ?)
- 2011 - Ano hi kara no manga: 2011.3.11 (あの日からのマンが 2011.03.11?)  (ISBN 978-4-04-727474-7)

#### Traductions françaises
- 2006 - Jacaranda  (ISBN 2-7459-2385-4)

#### Adaptations au cinéma
- Kudō Kankurō, Yaji and Kita: Midnight Pilgrims (2005)[5]

### Autres supports
Shiriagari a aussi contribué à des jeux vidéo pour Sony.
Shiriagari est aussi l'auteur d'installations artistiques.

## Style
Shiriagari définit lui-même son style de dessin comme Heta-Uma (dessin volontairement simple et grossier).

## Récompenses
- 2001 - Prix culturel Osamu Tezuka pour Yajikita in Deep.
- 15th Japan Media Arts Festival Awards - Excellence Prize : Ano Hi Kara no Manga[10]
- 2014 - Médaille au Ruban pourpre[1]

## Sources